# 355022 Triman
355022 Triman este o planetă minoră (asteroid) din Inner Main Belt⁠(d). A fost descoperită pe 31 august 2006 la Ottmarsheim de Claudine Rinner. 
Obiectul prezintă o orbită caracterizată de o semiaxă mare de 1,9092998613414 UAi, o excentricitate de 0,07, o înclinație de 18,8 ° în raport cu ecliptica.